# Elisiário
Elisiário is een gemeente in de Braziliaanse deelstaat São Paulo. De gemeente telt 3.317 inwoners (schatting 2009).

## Aangrenzende gemeenten
De gemeente grenst aan Catanduva, Catiguá, Ibirá, Marapoama en Urupês.